# زندگی مطابق خواسته‌ی تو پیش می‌رود
زندگی مطابق خواسته تو پیش می‌رود اولین مجموعه داستان کوتاه امیرحسین خورشیدفر است که در سال ۱۳۸۵ از سوی نشر مرکز منتشر شد. این کتاب شامل ۱۰ داستان کوتاه است: «رنگ‌های گرم، فراموشی، روح، همسایه، خارق‌العاده، یک تکه ابر واقعی، زندگی مطابق خواسته تو پیش می‌رود، دوقلوها، علفزارهای آسمان، و عشق آقای جنود».

## جوایز و افتخارها
- برنده جایزه بهترین مجموعه داستان اول جایزه ادبی گلشیری[۱]
- برنده جایزه ادبی مهرگان در بخش بهترین مجموعه داستان کوتاه (مشترک با زنی با چکمه‌های ساق بلند سبز، مرتضی کربلایی‌لو)[۲]
- برنده جایزه ادبی گام اول
- برنده جایزه ادبی روزی روزگاری[۳][۴]
- نامزد جایزه نویسندگان و منتقدان مطبوعات[۱]
- داستان همسایه از این مجموعه برنده جایزه ادبی صادق هدایت نیز شده است. [۵]
- در نظرسنجی روزنامه همشهری که در سال ۱۳۹۰ با شرکت ۴ گروه نویسندگان، منتقدان، روزنامه‌نگاران و ناشران انجام شد، زندگی مطابق خواسته تو پیش می‌رود به همراه تمام زمستان مرا گرم کن نوشته علی خدایی، به عنوان بهترین مجموعه داستان دههٔ ۸۰ برگزیده شد[۶]
- این کتاب در نظرسنجی مجله چلچراغ هم عنوان بهترین مجموعه داستان دههٔ ۸۰ را به دست آورد. [۷]